# الميدان (النادرة)

تعديل مصدري - تعديل

الميدان إحدى حارات مدينة النادرة بمحافظة إب، بلغ تعداد سكانها 120 نسمة حسب تعداد اليمن لعام 2004.